# الإوزة الأم

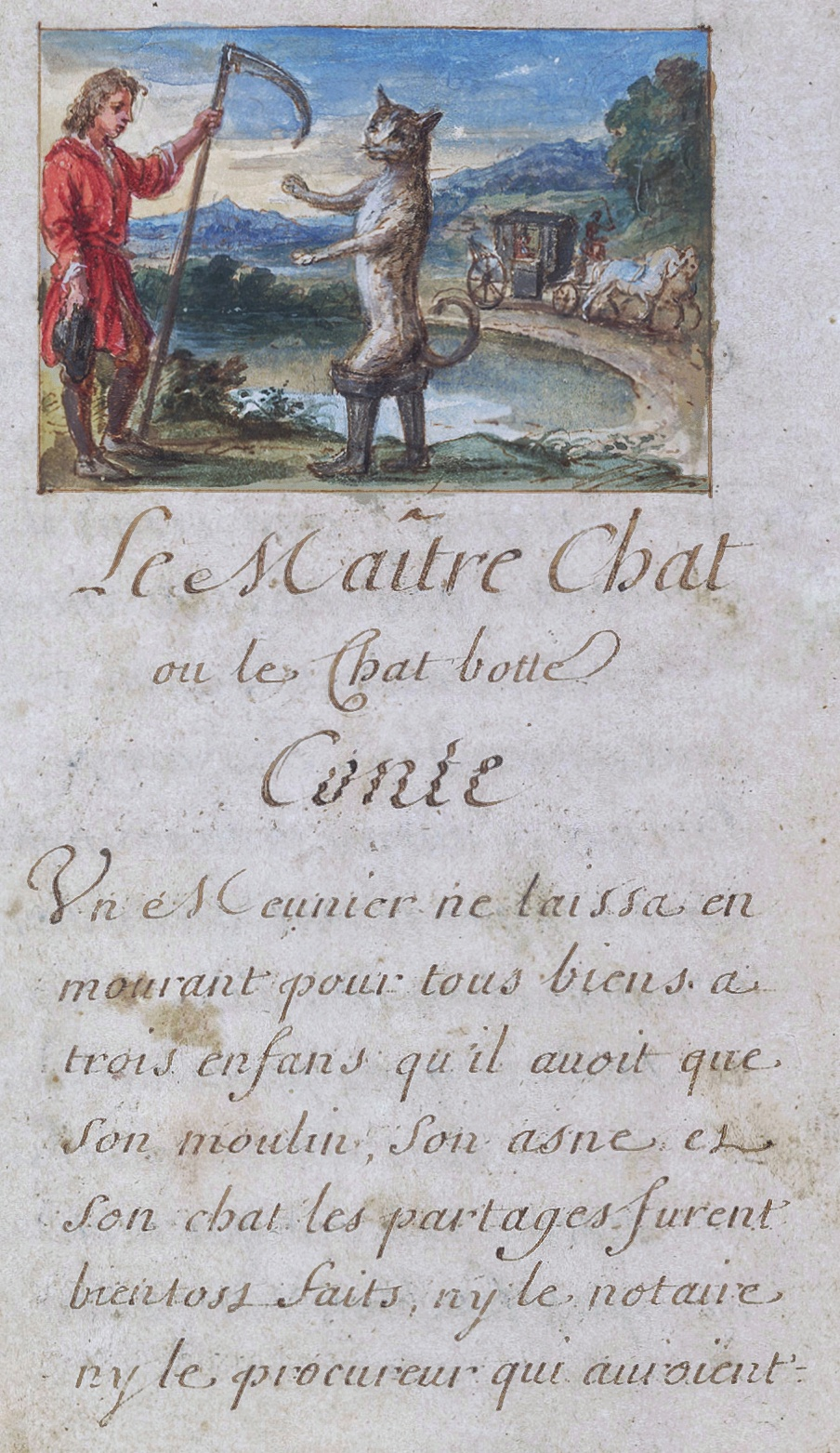
صفحة من أواخر القرن السابع عشر لنسخة مكتوبة باليد ومصورة لـشارل بيرو (Charles Perrault) حكايات مازر جوز (Contes de ma mère l'Oye)، مصورًا القط ذو الحذاء

تعد الشخصية المألوفة مازر جوز هي الشخصية المؤلِفة لمجموعة من الحكايات الخرافية وأغاني الأطفال  التي يتم نشرها غالبًا باسم أغاني مازر جوز (Mother Goose Rhymes). وظهرت كشخصية في واحدة من «أغاني الأطفال» (nursery rhyme). ويتم غالبًا أداء فن الحركات الإيحائية في عيد الميلاد (البانتوميم) المُسمى بـمازر جوز في المملكة المتحدة. ولقد شكّلت الأغاني والقصص المسماة «مازر جوز» الأساس للعديد من عروض البانتوميم البريطانية الكلاسيكية. ويتم تصوير الأم غوس بصفةٍ عامة في الأدب وكتب الرسم التوضيحي كامرأة ريفية مسنة بقبعة طويلة وشال، وهو الزي المطابق للأزياء الريفية التي كان يتم ارتداؤها في ويلز في أوائل القرن العشرين، ولكنها توصف أحيانًا بـجوز (أوزة) (ترتدي عادةً قلنسوة).

## الهوية
ويُطلَق اسم مازر جوز على أي امرأة ريفية بدائية. وقد ألِف القراء الإنجليز مازر هوبارد التي كانت في ذلك الحين شخصية غير مثيرة عندما قام إدموند سبنسر (Edmund Spenser) بنشر هجائه، «حكاية مازر هوبارد»، 1590، والنصيحة الخرافية بشأن الحصول على زوج أو زوجة من «مازر بانش» (Mother Bunch)، التي ترجع إليها القصص الخرافية لـمدام دي أولنوي (Madame d'Aulnoy) عندما ظهرت لأول مرة في الإنجليزية. ويرجع فضل قصص وأغاني مازر جوز إليها، ولا يوجد حتى الآن كاتب محدد ينتمي إليه اسم كهذا. وتظهر إشارة مبكرة في كلام جانبي في سجلات منظمة شعريًا لأحداث أسبوعية تظهر بانتظام لسنواتٍ عدة في متحف التاريخ لـجين لوريت، التي تم جمعها عام 1650. وتبين ملاحظته، ...(comme un conte de la Mère Oye) («...مثل قصة مازر جوز») أن المصطلح كان مألوفًا بالفعل.
وتوجد إشارات أخرى لمازر جوز ("mère l'oye" أو "mère oye") في الكتابات الفرنسية المبكرة. وتذكر مجموعة من الهجاءات التي تم نشرها عام 1626 «قصة أورغندا ومازر جوز» (هجاءات سانت رينييه) وذكر جاي دي لا بروس في عمله عام 1628 «الطبيعة والفضيلة وفائدة النباتات» «قصة مازر جوز.» وأيضًا في (Pieces Curieuses en suite de celles du Sieur de St. Germain)، وهو جزء مكتوب عام 1638 يذكر "... tout ce que je fais imprimer dans mes Gazettes passe desormais pour des contes de ma mère l'oye, et des fables du moisne Bourry pour amuser le peuple... ." وتشير ملاحظة جانبية: "Dont l'on fait peur aux petits enfans a Paris."

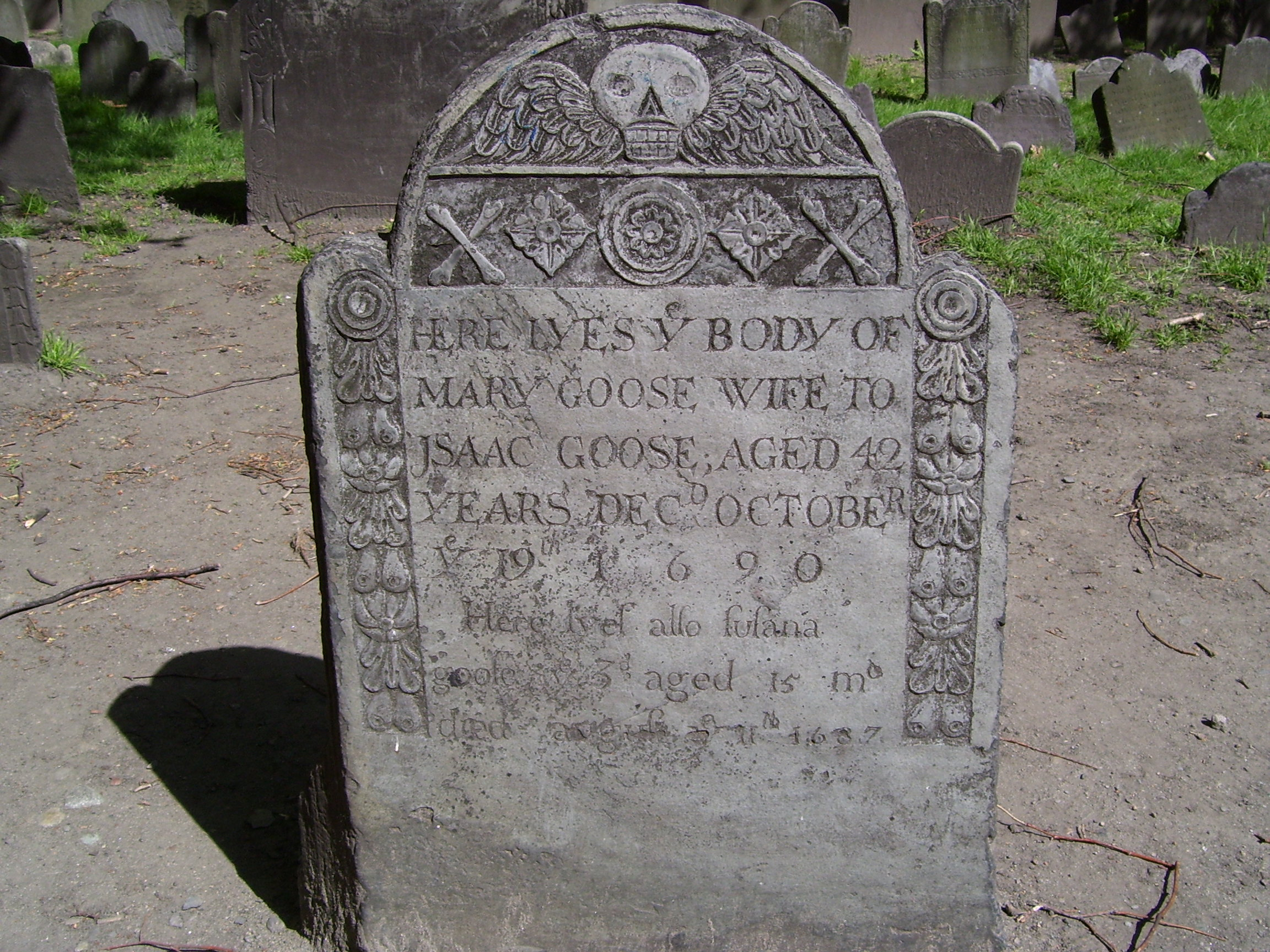
بلاطة ضريح ماري جوز في أرض صوامع الدفن يتم إظهارها للسياح في بوسطن، ماساتشوستس

على الرغم من وجود أدلة بعكس ذلك، هناك تقارير مشكوك فيها، مألوفة للسياح في بوسطن، ماساتشوستس أن مازر جوز الأصلية هي زوجة من بوسطن لإيزاك جوز، إما يكون اسمها إليزابيث فوستر جوز (1665–1758) أو ماري جوز (تُوفيت عام 1690، بسن 42) المدفونة في أرض صوامع الدفن بشارع تريمونت. ووفقًا لإليانور إيرلي، وهو كاتب تاريخ وأدب رحلات من بوسطن في الثلاثينيات والأربعينيات، فإن مازر جوز الأصلية كانت شخصية حقيقية عاشت في بوسطن خلال أعوام 1660. وكانت بشكلٍ غير مباشر الزوجة الثانية لإيزاك جوز (يُسمى بدلاً من ذلك فيرغ جوز أو فيرتي جوز)، الذي أنجب من هذا الزواج ستة أطفال بالإضافة إلى أطفاله العشرة. وبعد أن مات إيزاك، ذهبت إليزابيث لتعيش مع ابنتها الكبرى المتزوجة من توماس فلييت، وهو ناشر عاش في بادينج لين (شارع ديفونشاير الآن). ووفقًا لكلام إيرلي، فإن «مازر جوز» اعتادت على أن تغني الأناشيد والأغنيات البسيطة لأحفادها طوال اليوم، كما يحتشد الأطفال الآخرون لسماعها. وفي النهاية قام زوج ابنتها بجمع أناشيدها وطبعها.
وفيما يتعلق بـشخصية مازر جوز الحقيقية (1930)، تقترح كاثرين إلويس توماس أن صورتها واسمها «مازر جوز» أو "Mère l'Oye" قد تكون مبنية على الأساطير القديمة لزوجة الملك روبرت الثاني ملك فرنسا، Berthe la fileuse («بيرثا الملفقة للقصص») أو Berthe pied d'oie («بيرثا جوز-فووت»)، التي كانت تسمى في وسط فرنسا الملكة بيدوك التي، وفقًا لتوماس، كان يشار إليها في الأساطير الفرنسية باعتبارها تختلق حكايات لا تُصدَق تبهج الأطفال. ولا تعطي الشخصية الملمة بموضوع عُرف مازر جوز، إيونا أوبي، أي تصديق إما لافتراضات إلويس توماس أو عائلة بوسطن.

## قصص بيروحكايات ماي مازر جوز
قام شارل بيرو، أول من ابتدع ذلك النوع من الحكايات الخرافية الأدبية، بنشر مجموعة من القصص الخرافية عام 1695 باسم ابنه (Histoires ou contes du temps passés, avec des moralités) قصص أو حكايات من الماضي مع الأخلاقيات، التي أصبحت معروفة بشكلٍ أكبر بعنوانها الفرعي، (Contes de ma mère l'Oye) أو حكايات ماي مازر جوز. ويتميز نشر بيرو لهذه المجموعة بأنها أول نقطة انطلاق موثَقة لقصص مازر جوز.
وفي عام 1729، ظهرت ترجمة إنجليزية لمجموعة بيرو، لـروبرت سامبر قصص أو حكايات من الماضي، قيلت من قبل مازر جوز  (لندن، 1729)، وهي المجموعة التي قدمت الجمال النائم، وذات الرداء الأحمر، وبوس إن بووتس، وسندريلا وحكايات أخرى لبيرو مقدَمة للجمهور المتحدثين باللغة الإنجليزية. وكل هذه حكايات خرافية.
وكان أول ظهور علني لقصص مازر جوز في العالم الجديد في ورسستر، ماساتشوستس، حيث قام الرسام آيزيا توماس بإعادة طبع مجلد سامبر بنفس العنوان عام 1786.

## مازر جوز كأغنية للأطفال
نشر جون نيوبيري مجموعة من الأغاني الإنجليزية، Mother Goose's Melody أو سونيتات لكريديل نسخة عام 1791 لـلحن مازر جوز التي حولت التركيز من الحكايات الخرافية إلى أغاني الأطفال، وكان ذلك في الإنجليزية حتى الوقت الحديث الدلالة الأولى لمازر جوز.
وتم نشر مجموعة من القصائد للأطفال بعنوان لحن مازر جوز في إنجلترا عام 1781، ومنذ ذلك الحين لازم اسم «مازر جوز» قصائد الأطفال.
وفي عام 1837، نشر جون بيليندن كير جاولر (John Bellenden Ker Gawler) كتابًا (مع مجلد ثانِ مكمل له عام 1840) يشتق أصل أغاني مازر جوز من تورية الـفلامون ('الهولندية العامية').
وفي الموسيقى، كتب موريس رافيل تكوينًا موسيقيًا، مازر جوز، على البيانو ثم قام بتنسيقه كقطعة موسيقية لأوركسترا الباليه. وتوجد أيضًا أغنية باسم «مازر جوز» لفرقة بروغريسيف روك جثرو تال من ألبومها الغنائي أكوالانج عام 1971. وتبدو الأغنية أنها لا علاقة لها بشخصية مازر جوز لأنها ليست سوى واحدة فقط من الصور السريالية المتعددة التي واجهها الراوي ووصفها عبر الكلمات.

## مازر جوز القديم" (Old Mother Goose)
غلاف كتاب 

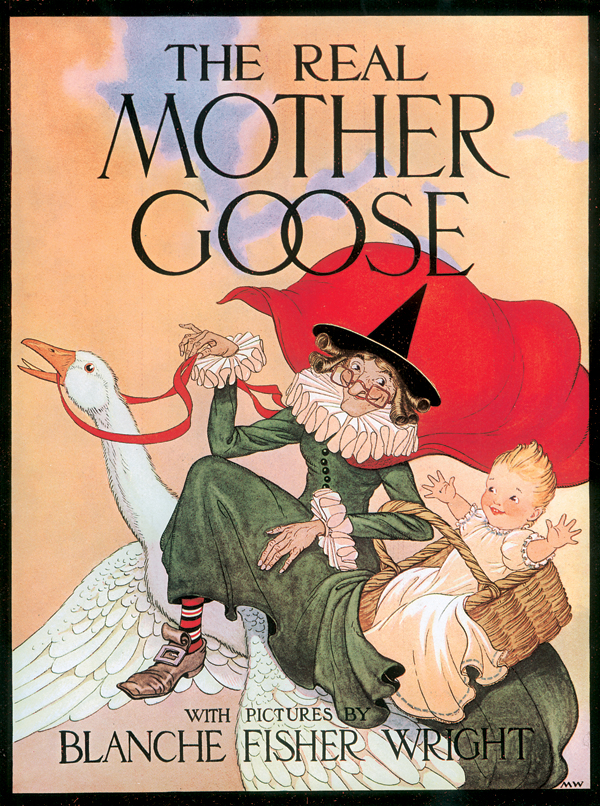
بلانش فيشر رايت للعمل الفني للناشر راند ماكنالي عام 1916، مازر جوز الحقيقية

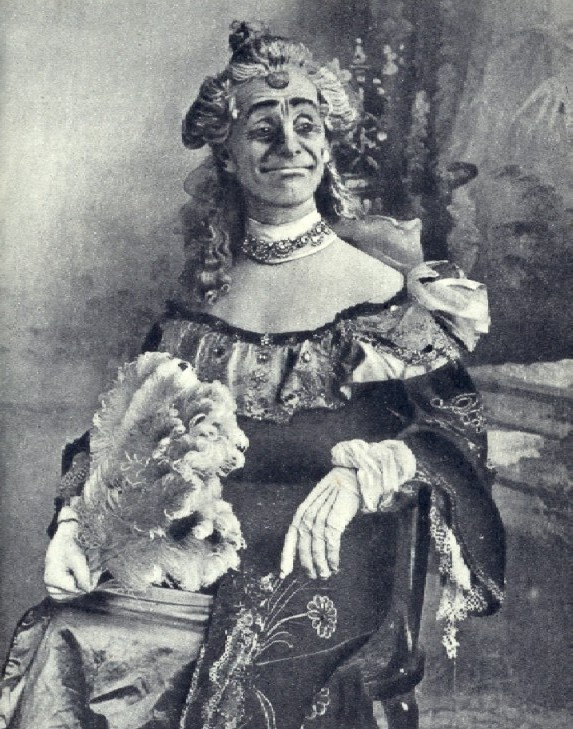
دان لينو (Dan Leno) في دور مازر جوز

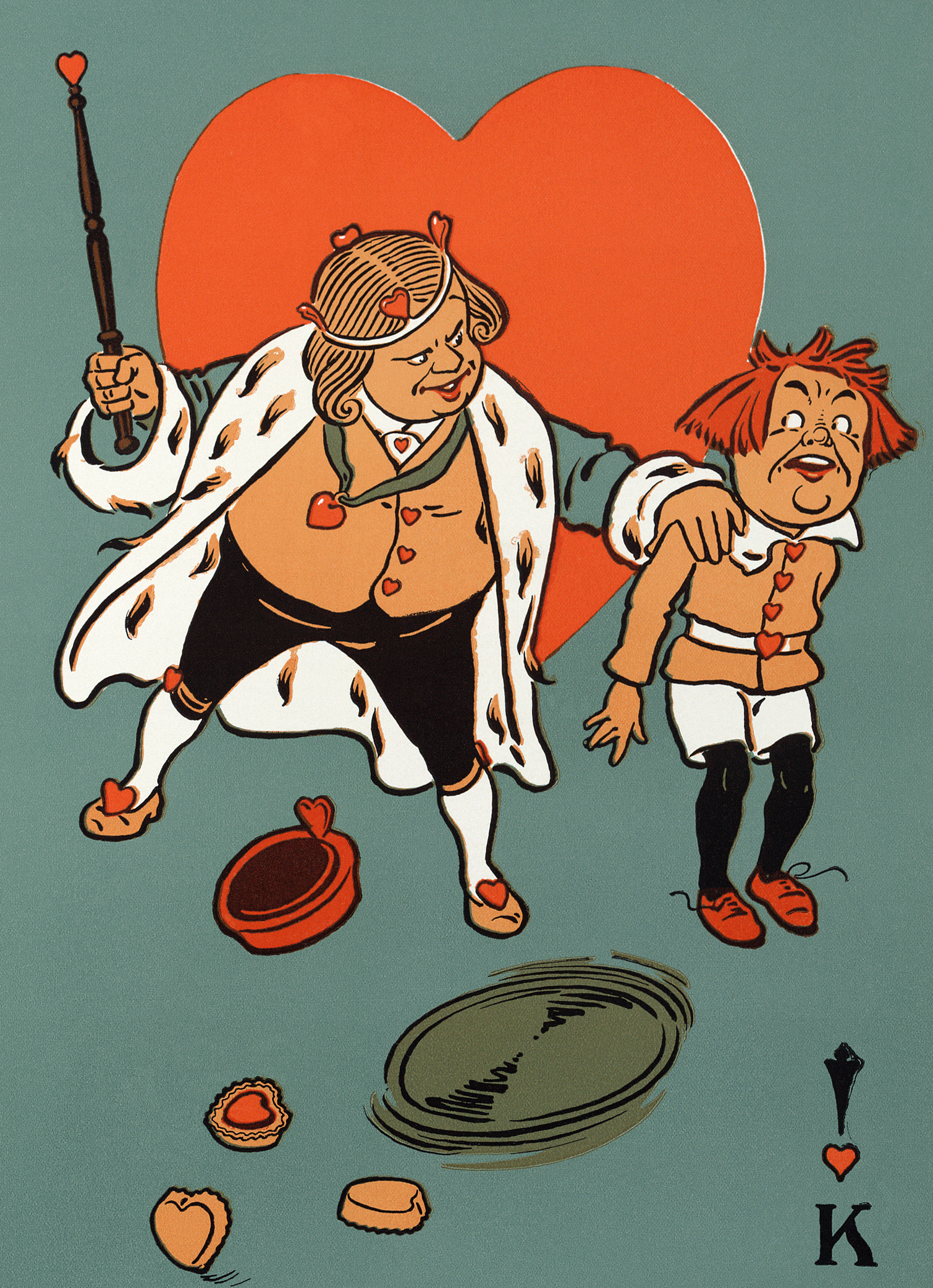
ملك القلوب، من قصيدة "ملكة القلوب" لطبعة مازر جوز المنشورة عام 1901. قام بتوضيحها بالرسم ويليام والاس دينسلو.

وبالإضافة إلى كونها المؤلِفة الافتراضية لأغاني الأطفال، فإن مازر جوز هي نفسها الشخصية التي تم عنونة أغنية كهذه بها:
مازر جوز القديم،
عندما أرادت أن تتجول،
ستمتطي الهواء
بنظرةٍ جيدة جدًا.
دخلت أم جاك،
وأمسكت بجوز (أوزة) في الحال،
واعتلت ظهره،
وطارت إلى القمر.

## البانتوميم
تم إحداث الانتقال من الشخصية العامة الوهمية إلى شخصية أخرى بأفعالٍ مجردة في فن الحركات الإيحائية (البانتوميم)المهرج ومازر جوز: أو البيضة الذهبية عام 1806-07، كما بيَّن ريوجي تسورومي، حيث تم أداء البانتوميم لأول مرة في المسرح الملكي، دروري لين في التاسع والعشرين من ديسمبر، وتكرر عدة مرات في العام الجديد. وقد قام بكتابة عرض المهرج ومازر جوز: أو البيضة الذهبية، من بطولة المهرج الشهير جوزيف غريمالدي (Joseph Grimaldi)، الكاتب توماس ديبدن (Thomas John Dibdin) الذي ابتدع الأفعال المناسبة لمازر جوز وجلبها على خشبة المسرح، وأعاد خلقها في شخصية ساحرة، ويلاحظ تسورومي قائلاً: في المشهد الأول، أظهرت الإرشادات المسرحية مازر جوز وهي تثير عاصفةً، للمرة الأولى، وتُطيِّر ذكر الأوز. وقد حولت الأم مازر جوز البخيل العجوز إلى شخصية بانتالون في كوميديا الفن وتقليد البانتوميم البريطاني، والعشاق الصغار كولين وكولينيت إلى شخصيتي المهرج وكولومبين. ولعبت دورًا في شهوة الملابس المغايرة لصموئيل سيمونز— وهو تقليد من البانتوميم لا يزال حيًا حتى اليوم— كما قامت أيضًا بإثارة شبح في مشهد مرعب بمدفن الكنيسة.

## أمثلة أخرى
- كُتب إل فرانك بوم والرسام دبليو دبليو دينسلو في أواخر عام 1890 مصورًا مازر جوز والأب جوز.
- مجموعة مازر جوز الكاملة: أغاني الأطفال القديمة والحديثة، طبعة مشروحة بالكامل لداريل ليلاند، مع فصل للزخارف والرسوم التوضيحية للناشر ماكس فان دورين، وويلمان، وشاني عام 1938.
- حكايات الأخ جوز لبريت نيكولاس مور، كتاب للقصص القصيرة تم نشره عام 2006، يهجو قصص مازر جوز في شكل حوار حديث وفكاهة ساخرة.

## قائمة بالكتب المعدلة لمازر جوز
أغاني أطفال مازر جوز الكلاسيكية جددها مؤلفون حديثون بأفكارٍ مختلفة.
- مازر جوز في النثر لـإل فرانك بوم
- «مازر جوز وصديقاتها العرائس الرائعون» لديان ليجون
- مازر جوز في فضاء الطفل لـفريدريك وينسور: مازر جوز للأطفال العلميين.
- أغاني الأطفال لمازر ماوس: مازر جوز في حضانة الكمبيوتر.
- أغاني الأطفال القديمة والحديثة: مازر جوز تقابل مازر ماوس وجهًا لوجه.
- مازر جوز تروي حقيقة العصور الوسطى لسيدني ألتمان: مازر جوز للأطفال المولودين بعد الحرب العالمية الثانية.
- مغامرات جديدة مازر جوز كتبها بروس لانسكي: مازر جوز والعنف المختصَر.
- مازر جوز المسيحية لمارجوري إينزبورو ديكر: مازر جوز تنال الدين.
- أغاني مازر جوز، جدارية برنامج الفن العالمي (WPA) عام 1938 لـإلبا لايتفووت في مستشفى هارلم، نيويورك، نيويورك (NY)
- المدينة الروحية لمازر جوز لـإيف ميريام: مازر جوز الحضرية.
- كتاب مازر جوز السوداء لإليزابيث ميرفي أوليفر: مازر جوز العرقية.
- مازر جوزد - برايتون جاي بانتو، بواسطة شركة بيور كورن 2010.
- الوحش جوز جودي سييرا قام برسمها التوضيحي جاك إي ديفيس هاركورت،2001.

الأم جيسي ذات النكهة الإقليمية.
- مازر جوز لألاسكا: أغاني أطفال شمال البلاد لشيلي جيل
- مازر جوز الأبلاشية لـجيمس ستيل
- توتو نيني: أغاني هاواي مازر جوس لديبرا ريل
- مازر جوز لتكساس لـديفيد ديفيس
- أغاني مازر جوز نمط تكساس لفيكي نيكولز
- في عمق الصحراء لروندا لوكاس دونالد، ورسم توضيحي لشيري نيداي

## وصلات خارجية
- 1904 Facsimile of earliest American compilation, John Newberry's Mother Goose's Melody, 1791 edition
- "Who was Mother goose?"
- The Real Mother Goose
- At مشروع غوتنبرغ:
  - The Tales of Mother Goose by Charles Perrault translated by Charles Welsh
  - The Real Mother Goose illustrated by بلانش فيشر رايت
  - The Only True Mother Goose Melodies (Anonymous)
  - Mother Goose in Prose by ليمان فرانك بوم
- Mother Goose Clip Art Public domain illustrations of Mother Goose rhymes
- Collection of Mother Goose verses
- Verses with artwork and audio recordings
- Play and education with Mother Goose nursery rhymes